# Antonio Clemente Ruiz
Antonio Clemente Ruiz (nacido como Antonio Clemente, el 12 de enero de 1960 en Bilbao, Vizcaya) es una personalidad entre los logopedas en Bilbao. Es conocido(a) por fundar, dirigir y ser Presidente del Colegio de Logopedas del País Vasco.

## Reseña biográfica
Antonio Clemente Ruiz es el actual Presidente del Colegio de Logopedas del País Vasco y uno de sus fundadores. Además Antonio Clemente también es Fundador y Director de Logopedia y Psicología Clemente S.L. Cuenta con más de 30 años de experiencia en los que ha conseguido ser una persona icónica en el mundo de la logopedia. En su curriculum podemos destacar:
Colaboración científica con el Colegio Oficial de Dentistas de Bizkaia
Docente en cursos de formación continua en el Colegio Profesional de Logopedas de Cantabria
Presidente del XXX Congreso Internacional de AELFA 2016
Profesor en el Co. Munabe de Loiu (1.976 – 1.987).
Logopeda y Director en ASPACE-BIZKIA (1.987 – 2.005).
Profesor de Logopedia I.C.H. (Madrid).
Profesor de Logopedia ALCEI-6 (Madrid).
Ponente en el Congreso Nacional de Parálisis Cerebral Infantil (Pontevedra 1.995).
Ponente en el Congreso Nacional SEOP 2011 (Bilbao).
Representante del País Vasco en el Consejo General de Colegios de Logopedas de España.
Secretario del Comité Ejecutivo del Consejo General de Colegios de Logopedas de España.
Participación en la tipificación del CELF-V (test de diagnóstico del TEL) para Pearson-España (2017).
Participación en la investigación “Marcadores del Trastorno Específico del Lenguaje en Español: comparación entre la repetición de oraciones y la repetición de pseudopalabras”, Aguado, Ripoll, Tapia y Gipson en la Revista AELFA-IF (2018).
Profesor en Curso de Verano de la Universidad del País Vasco. Trastornos del Neurodesarrollo: Retos actuales para la evaluación y la intervención en el Trastorno del Lenguaje y la Dislexia (2018).

## Distinciones
- Mención (premio, año)
- Otra mención (premio, año)